# Záhony
Záhony (en ucraniano: Загонь) es una ciudad en el condado de Szabolcs-Szatmár-Bereg, en la Gran Llanura del Norte, en el este de Hungría.
Tiene una superficie de 6,97 kilómetros cuadrados y una población de 3 712 habitantes (2024). Se encuentra cerca de la frontera con Ucrania (en Chop y Solomonovo) y formaba parte del condado de Ung antes del Tratado de Trianón. Aquí se encuentran los pasos fronterizos por carretera y ferrocarril hacia Ucrania. La ciudad ucraniana al otro lado de la frontera es Chop.

## Clima
El clima de Záhony se clasifica como continental húmedo. La temperatura media anual es de 10,5 ºC, el mes más caluroso es julio con 21,5 ºC y el mes más frío es enero con -1,5 ºC. La precipitación anual es de 535,5 milímetros, de los cuales julio es el más lluvioso con 74,6 milímetros, mientras que enero es el más seco con sólo 37,1 milímetros. La temperatura extrema a lo largo del año osciló entre -20,8 ºC el 7 de febrero de 2005 a 38 ºC el 20 de julio de 2007.

## Relaciones internacionales

### Ciudades hermanadas
Záhony está hermanada con:
- Chop, Ucrania
- Čierna, Eslovaquia
- Ware, Hertfordshire, Inglaterra

## Galería

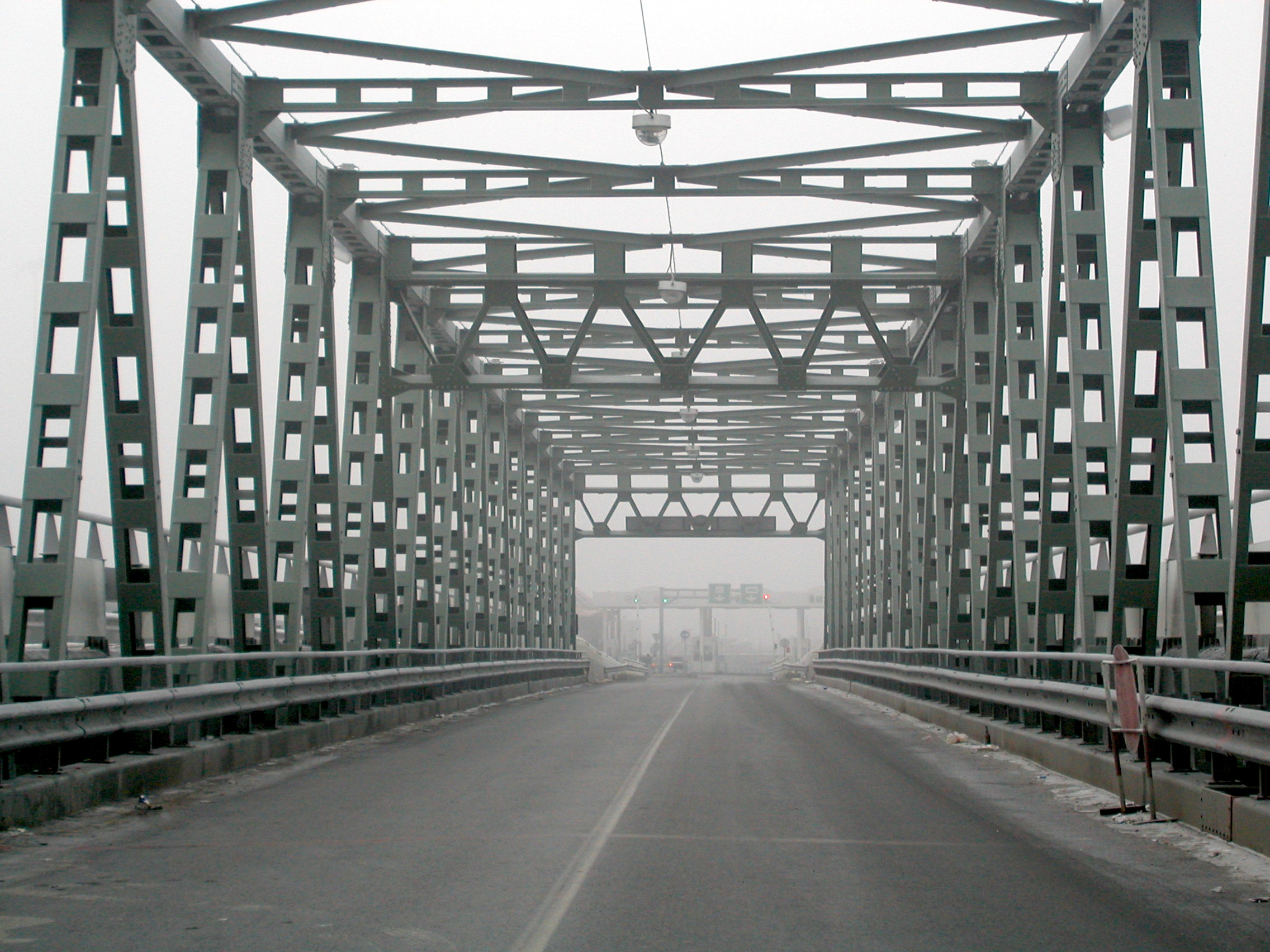
El puente Tysa en el puesto de control de Chop-Záhony (visto desde el lado ucraniano).
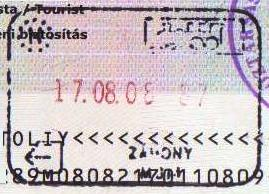
Sello de pasaporte de Záhony.